# Светлана Жекова
Светлана Жекова е български политик.

## Биография
Родена е в София на 1 февруари 1967 г. Средното си образование завършва в 9 френска езикова гимназия „Алфонс дьо Ламартин“ в София, а после учи френска филология в Софийския университет. Освен това завършва Международни икономически отношения в Свободния факултет на Минно-геоложкия институт в София. Между 1997 и 1999 г. специализира в Американски университет, училището за международни услуги в САЩ. През 1999 г. започва работа в отдел „Европейска интеграция“ на Министерството на околната среда и водите. През май 2004 г. работи в Постоянното представителство на България към ЕС, до приемането на страната за член на ЕС на 1 януари 2007 г. От 2008 г. получава дипломатически ранг „съветник“ към мисията, а след това ръководи сектор „Околна среда“ към Представителството. В периода 6 август-7 ноември 2014 г. е министър на околната среда и водите в служебното правителство на Георги Близнашки.